# 메세 베를린

리하르트 에르미슈가 건설한 마주레날레의 입구 홀이 있는 본관

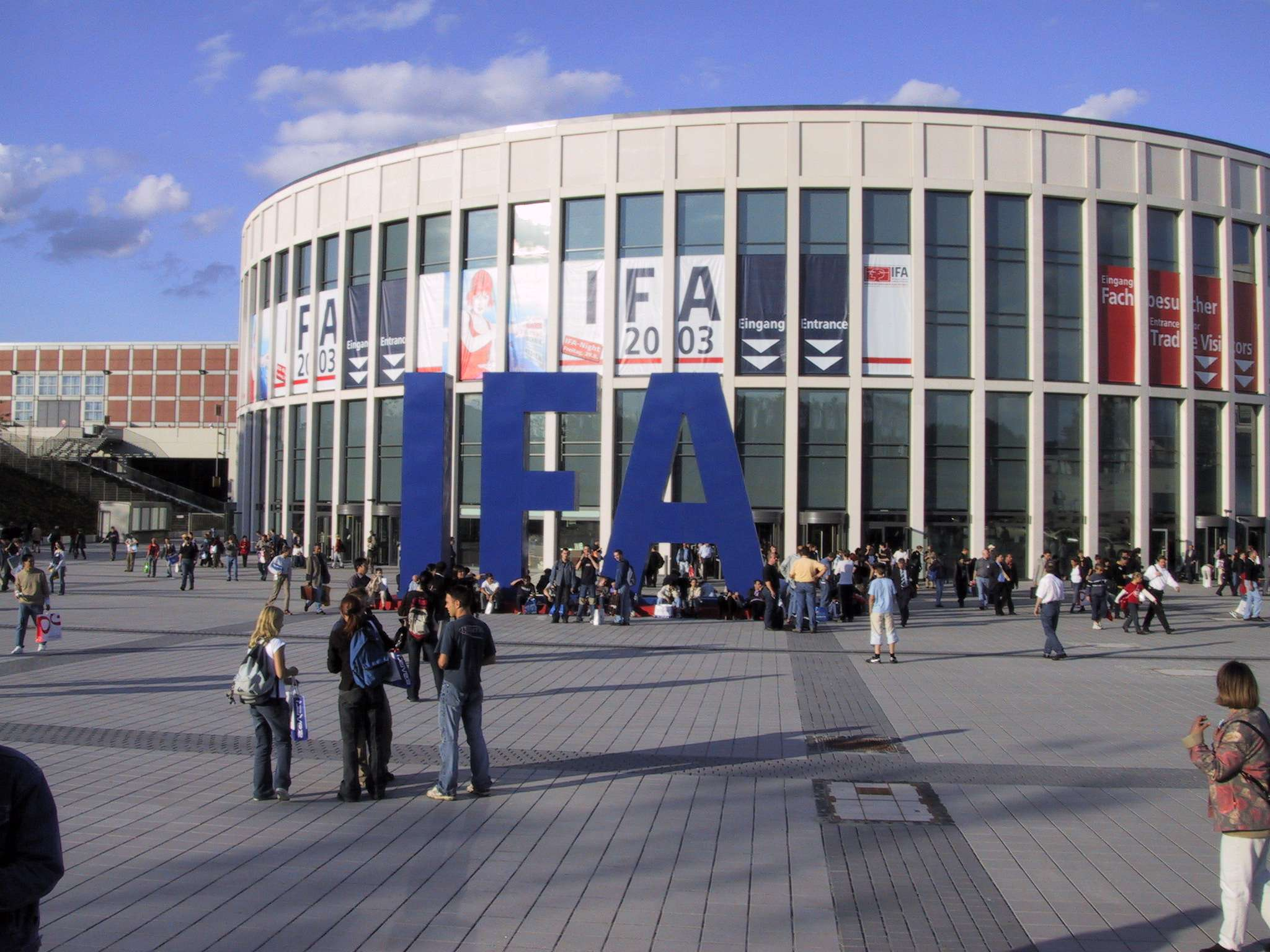
IFA 2003 기간 동안의 남쪽 게이트

메세 베를린(Berlin Messegelände)은 독일 베를린 샤를로텐부르크빌머스도르프구에 있는 전시장으로, 하우스 데스 룬트풍크스 맞은편 마주레날레에 위치해 있다. 2011년부터 공식적으로 "베를린 엑스포센터 시티"로 알려져 있으며 메세 베를린 GmbH에서 운영하고 있다.

## 개요
1936년에서 1937년 사이에 지어진 이 건물은 베를린 송신탑을 포함하여 160,000 제곱미터 (1,700,000 ft2) 면적의 26개 홀로 구성되어 있다. 이 홀들은 2014년까지 추가 통지될 때까지 폐쇄되었던 베를린 국제회의센터와 다리로 연결되어 있다. 남쪽에는 2014년에 개장한 전시 및 회의장인 시티큐브 베를린이 있는데, 이곳은 이전 도이칠란트할레 아레나 부지에 지어졌으며 ICC의 기능을 대체하고 있다.
이곳에서 열리는 중요한 무역 박람회로는 베를린 국제 녹색 주간 (그린 위크), 베를린 국제 무선 박람회 (IFA), 베를린 국제 관광 박람회 (ITB), 청소년 박람회 YOU, 베를린 비너스 및 이노트란스가 있다.

## 역사
메세겔렌데 건설 전에는 샤를로텐부르크 주둔군이 매일 훈련하던 열병식이 있었다. 19세기 말부터 함부르크 슈타트반 연결 노선이 오늘날의 부지 지역을 가로질러 뻗어 있었는데, 1920년대 전시 센터가 확장되면서 남쪽으로 이전되었다.
1914년 자동차 전시회를 위해 완공된 첫 번째 전시 홀은 오늘날의 전시 센터 북쪽, 중앙 버스 터미널과 S-반 순환선 사이의 주차장에 위치했다. 그러나 제1차 세계 대전 때문에 1921년 9월 23일 독일 국제 모터쇼가 열릴 때까지 개장하지 못했다. 다음 날, 인근 AVUS에서 첫 자동차 경주가 열렸다. 1924년에는 장 크래머와 요한 에밀 샤우트의 계획에 따라 버스 터미널 부지에 또 다른 전시 홀이 지어졌다. 오늘날의 지역은 1924년부터 베를린 무역 박람회 장소로 사용되었는데, 이는 오늘날의 14번 홀 부지에 있는 메세담 서쪽에 첫 번째 독일 라디오 박람회를 위해 지어진 목조 "라디오 산업의 집"(나중에 지어진 하우스 데스 룬트풍크스와 혼동하지 말 것)이 개장되었을 때부터이다. 건축가는 하인리히 스트라우머였으며, 그는 또한 인접한 라디오 탑의 설비도 담당했다. 첫 두 개의 홀을 기반으로 한 카이저담의 전시 홀이라는 이름은 점차 현재의 송신탑 전시 홀이라는 이름으로 바뀌었다. 1935년 큰 화재로 라디오 산업 건물이 전소되었고 라디오 탑도 심하게 손상되었다. 마주레날레 북쪽에 있는 다른 두 홀은 제2차 세계 대전 중 폭탄으로 파괴되었다. 건축가 리하르트 에르미슈가 설계한 오늘날 전시 센터의 기본 구조는 1937년 마주레날레와 메세담을 따라 함마르셸드플라츠에 눈에 띄는 입구 건물을 갖추고 건설되었다.
"조메르가르텐"(여름 정원)으로 알려진 부지 내부 지역은 스타디움 형태의 녹지 공간으로, 1930년대 중반 재설계 과정에서 함께 조성되었다.
1954년부터 1969년까지 연방 총회는 전시장 내 오스트프로이센할레(현재: 18번 홀)에서 독일 연방 대통령을 선출했다.